# Desiderio (nombre)
Desiderio es un nombre propio masculino de origen latino en su variante en español. Proviene del latín Desiderius, de desiderium (deseo, pena, sentimiento), derivado de desidĕro, que significa literalmente «fuera de las estrellas», y por tanto «cesar de ver», en sentido figurado «buscar, desear». Probablemente, este nombre tendría un sentido astrológico en la antigua Roma.

## Santoral
- 23 de mayo: San Desiderio de Langres, obispo de Langres y mártir
- 26 de mayo: San Desiderio de Vienne, obispo de Vienne y mártir
- 15 de noviembre: San Desiderio de Cahors, obispo de Cahors

## Variantes
- Femenino: Desideria.
- Diminutivo: Desi.

### Variantes en otros idiomas
| Variantes en otras lenguas | Variantes en otras lenguas                               |
| -------------------------- | -------------------------------------------------------- |
| Español                    | Desiderio                                                |
| Alemán                     | Desiderius                                               |
| Asturiano                  | Desideriu                                                |
| Bretón                     | Dider                                                    |
| Catalán                    | Desideri                                                 |
| Checo                      | Desiderius                                               |
| Chino                      | 狄西德里乌斯 (Díxīdélǐwūsī), 德西德里乌斯 (Déxīdélǐwūsī) |
| Corso                      | Desideriu                                                |
| Croata                     | Deziderije                                               |
| Danés                      | Desiderius                                               |
| Eslovaco                   | Dezider                                                  |
| Esperanto                  | Desiderio                                                |
| Euskera                    | Desideri                                                 |
| Finlandés                  | Desiderius                                               |
| Francés                    | Désiré                                                   |
| Griego                     | Δεσιδέριος                                               |
| Húngaro                    | Dezsider, Dezső                                          |
| Inglés                     | Desiderius                                               |
| Italiano                   | Desiderio                                                |
| Japonés                    | デジデリウス (Dejideriusu)                               |
| Latín                      | Desiderius                                               |
| Lituano                    | Deziderijus                                              |
| Neerlandés                 | Desiderius                                               |
| Noruego                    | Desiderius                                               |
| Polaco                     | Dezyderiusz, Dezydery                                    |
| Portugués                  | Desidério                                                |
| Rumano                     | Dezideriu                                                |
| Ruso                       | Дезидерий (Deziderij)                                    |
| Serbio                     | Дезидерије (Deziderije)                                  |
| Sueco                      | Desiderius                                               |
| Ucraniano                  | Дезидерій (Deziderij)                                    |